# كويمباتور
كويمباتور (بالتامِليّة: கோயம்புத்தூர்) هي مدينة هندية وهي مركز ضاحية كويمباتور في ولاية تامل نادو. وهي ثاني أكبر مدينة في تامل نادو، والمدينة الخامسة عشرة في الهند من حيث عدد السكّان حيث يتجاوز عدد سكان مدينة كويمباتور مع المناطق المحطية التي تُشكّل بمجموعها منطقة كوميباتور الحضرية؛ يتجاوز عدد سكانها المليونين نسمة.

## المناخ
يظهر الجدول التالي التغييرات المناخية على مدار السنة لكويمباتور:
| البيانات المناخية لـكويمباتور                                            | البيانات المناخية لـكويمباتور | البيانات المناخية لـكويمباتور | البيانات المناخية لـكويمباتور | البيانات المناخية لـكويمباتور | البيانات المناخية لـكويمباتور | البيانات المناخية لـكويمباتور | البيانات المناخية لـكويمباتور | البيانات المناخية لـكويمباتور | البيانات المناخية لـكويمباتور | البيانات المناخية لـكويمباتور | البيانات المناخية لـكويمباتور | البيانات المناخية لـكويمباتور | البيانات المناخية لـكويمباتور |
| الشهر                                                                    | يناير                         | فبراير                        | مارس                          | أبريل                         | مايو                          | يونيو                         | يوليو                         | أغسطس                         | سبتمبر                        | أكتوبر                        | نوفمبر                        | ديسمبر                        | المعدل السنوي                 |
| ------------------------------------------------------------------------ | ----------------------------- | ----------------------------- | ----------------------------- | ----------------------------- | ----------------------------- | ----------------------------- | ----------------------------- | ----------------------------- | ----------------------------- | ----------------------------- | ----------------------------- | ----------------------------- | ----------------------------- |
| الدرجة القصوى °ف                                                         | 96.1                          | 99.7                          | 103.5                         | 104.5                         | 104.7                         | 101.5                         | 96.1                          | 96.3                          | 97.2                          | 97.0                          | 93.9                          | 95.0                          | 104.7                         |
| متوسط درجة الحرارة الكبرى °ف                                             | 87.4                          | 92.5                          | 96.8                          | 98.1                          | 95.7                          | 90.5                          | 88.9                          | 89.4                          | 90.9                          | 89.4                          | 86.2                          | 85.3                          | 90.9                          |
| متوسط درجة الحرارة الصغرى °ف                                             | 65.8                          | 67.6                          | 71.2                          | 74.7                          | 74.7                          | 72.7                          | 71.6                          | 71.6                          | 71.8                          | 71.6                          | 69.6                          | 66.2                          | 70.7                          |
| أدنى درجة حرارة °ف                                                       | 53.1                          | 55.0                          | 60.1                          | 64.0                          | 61.0                          | 64.9                          | 62.1                          | 63.0                          | 64.0                          | 59.0                          | 57.0                          | 54.0                          | 49.5                          |
| معدل هطول الأمطار إنش                                                    | 0.30                          | 0.17                          | 1.01                          | 1.72                          | 2.17                          | 0.93                          | 1.00                          | 1.42                          | 2.08                          | 6.20                          | 5.30                          | 1.31                          | 23.60                         |
| الدرجة القصوى °م                                                         | 35.6                          | 37.6                          | 39.7                          | 40.3                          | 40.4                          | 38.6                          | 35.6                          | 35.7                          | 36.2                          | 36.1                          | 34.4                          | 35.0                          | 40.4                          |
| متوسط درجة الحرارة الكبرى °م                                             | 30.8                          | 33.6                          | 36.0                          | 36.7                          | 35.4                          | 32.5                          | 31.6                          | 31.9                          | 32.7                          | 31.9                          | 30.1                          | 29.6                          | 32.7                          |
| متوسط درجة الحرارة الصغرى °م                                             | 18.8                          | 19.8                          | 21.8                          | 23.7                          | 23.7                          | 22.6                          | 22.0                          | 22.0                          | 22.1                          | 22.0                          | 20.9                          | 19.0                          | 21.5                          |
| أدنى درجة حرارة °م                                                       | 11.7                          | 12.8                          | 15.6                          | 17.8                          | 16.1                          | 18.3                          | 16.7                          | 17.2                          | 17.8                          | 15.0                          | 13.9                          | 12.2                          | 9.7                           |
| معدل هطول الأمطار مم                                                     | 7.5                           | 4.2                           | 25.7                          | 43.6                          | 55.2                          | 23.7                          | 25.3                          | 36.1                          | 52.8                          | 157.5                         | 134.6                         | 33.3                          | 599.5                         |
| متوسط الأيام الممطرة                                                     | 0.4                           | 0.6                           | 1.3                           | 2.9                           | 3.5                           | 2.7                           | 2.9                           | 2.8                           | 3.5                           | 8.2                           | 6.6                           | 2.2                           | 37.7                          |
| المصدر: India Meteorological Department (record high and low up to 2010) |                               |                               |                               |                               |                               |                               |                               |                               |                               |                               |                               |                               |                               |

## توأمة
لكويمباتور اتفاقيات توأمة مع:
- إسلينغن آم نيكار

## أعلام
- ساي بالافي
- سورايا
- ادمون كايزر
- علي مسليار
- أندرو هارفي
- أنوباما كومار
- نيروباما سانجيف